# Antoni Viadera i Surreu
Antoni Viadera i Surreu (Gerri de la Sal, Pallars Sobirà, 1803 — Barcelona, 11 d'agost de 1855) fou un advocat i polític català. Establert a Barcelona, estudià dret i milità al Partit Progressista, amb el que fou elegit diputat a les eleccions a Corts Espanyoles de 1836, 1837, 1839, 1840, 1841 i 1843 per les circumscripcions de Lleida i Barcelona. El 1844 fou nomenat president de l'Audiència de Mallorca i exercí d'alcalde de Barcelona de novembre de 1854 a agost de 1855. Durant el seu mandat destacà com a moderador en els conflictes socials i polítics que culminaren en la vaga general de juliol de 1855.
Fill de Josep Viadera i Rita Surreu tots dos naturals de Gerri de la Sal. Casat amb Beneta Pagès i Malet natural d'Esparreguera. La seva filla Júlia Viadera Pagès es va casar amb Josep Brunet i Bellet i varen se pares del pioner de l'aviació a Catalunya Gaspar Brunet i Viadera (Barcelona 1867-1928).